# Giraffer
Giraffer (Giraffidae) er en familie indenfor ordenen Parrettåede hovdyr. Den indeholder kun to arter; giraffen og okapien. Begge arters udbredelse er begrænset til Afrika syd for Sahara. Giraffen på den åbne savanne, og okapien til regnskovene i Den Demokratiske Republik Congo.

## Klassifikation
- Familie Giraffer (Giraffidae)
  - Giraf (Giraffa camelopardalis)
  - Okapi (Okapia johnstoni)